# Throscinus crotchi
Throscinus crotchi är en skalbaggsart som beskrevs av Leconte 1874. Throscinus crotchi ingår i släktet Throscinus och familjen lerstrandbaggar. Inga underarter finns listade i Catalogue of Life.